# グローバル・ニュークリア・フュエル・ジャパン
株式会社グローバル・ニュークリア・フュエル・ジャパンは、沸騰水型原子炉（BWR）用核燃料の製造を行う企業である。

## 概要
1967年5月26日、日本ニユクリア・フユエル(株)設立。2000年1月、設計・開発・製造部門を東芝・日立グループ・ゼネラル・エレクトリック（GE）から統合。2001年9月、現社名の株式会社グローバル・ニュークリア・フュエル・ジャパン（GNF-J）に変更。兄弟会社として、Global Nuclear Fuel-Americas,LLC（GNF-A）がある。現在では東芝が株主から抜けており、親会社であるGNFの持ち株比率はGE（現GE Vernova）が最も大きいことからGE Vernovaグループの核燃料事業会社という位置付けとなっている。
2010年6月、燃料集合体製造8万体を達成した。加工施設は久里浜港（横須賀港久里浜地区）から北西約2.2kmの位置にあり、敷地面積約65,000m2、海抜は約3-4mである。原料濃縮度5%以下のウラン粉末の受入れから、燃料集合体の組立、出荷までの工程を有する。久里浜駅または京急久里浜駅下車徒歩約20分。